# Ranas (película)
Ranas, también conocida por su título original en inglés Frogs, es una película de terror estadounidense de 1972 dirigida por George McCowan. La película, con Ray Milland como protagonista, relata como diversas criaturas del pantano deciden atacar a una familia como venganza por la polución de la zona.

## Sinopsis
Pickett Smith (Sam Elliott) es un fotógrafo de la naturaleza que se encuentra haciendo un estudio sobre polución en Florida. Durante su trabajo conoce a los hermanos Karen (Joan Van Ark) y Clint Crockett (Adam Roarke), que lo invitan a festejar el 4 de julio en la isla privada de su abuelo, Jason Crockett (Ray Milland), junto al resto de los familiares.
Jason Crockett es un magnate millonario dedicado a la industria de los pesticidas, responsable de la polución en la zona, y que no siente ningún respeto por la naturaleza. Smith termina descubriendo que esta polución ha afectado la reproducción de las especies de la zona, aumentando su población.
Los problemas en la fiesta comienzan cuando esta es invadida por diferentes animales como ranas, cocodrilos, tortugas, arañas y serpientes que comienzan a asesinar uno por uno a los presentes.
Karen, Clint y Pickett organizan un plan para evacuar la isla, pero Jason Crockett se aferra a la idea de no reconocer el peligro que los acosa y el poder de los animales que los atacan.

## Reparto
| Actor               | Personaje          |
| ------------------- | ------------------ |
| Ray Milland         | Jason Crockett     |
| Sam Elliott         | Pickett Smith      |
| Joan Van Ark        | Karen Crockett     |
| Adam Roarke         | Clint Crockett     |
| Judy Pace           | Bella Garrington   |
| Lynn Borden         | Jenny Crockett     |
| Mae Mercer          | Maybelle           |
| David Gilliam       | Michael Crockett   |
| Nicholas Cortland   | Kenneth Martindale |
| George Skaff        | Stuart Martindale  |
| Lance Taylor Sr.    | Charles            |
| Hollis Irving       | Iris Martindale    |
| Dale Willingham     | Tina Crockett      |
| Hal Hodges          | Jay Crockett       |
| Carolyn Fitzsimmons | La mujer del coche |
| Robert Sanders      | El joven del coche |

## Producción
El éxito de las películas fantásticas de serie B de la factoría Corman llevó a que este género se convirtiese en moda a principios de los años 70. Eso llevó a que hubiese producciones de películas como esta. Fue una de las últimas actuaciones de importancia del actor Ray Milland.